# 勁牌
勁牌有限公司，簡稱勁牌公司，以及勁牌（英語：Jing Brand Company Limited），在1953年當時由湖北省黃石市人民政府設立，前身為「大冶县新建酒厂」、「大冶县御品酒厂」、「湖北省皇宫酒厂」、「湖北劲酒厂」，以及「湖北劲牌酒业有限公司」。
主要在中國內地生產及銷售各類酒業，主要品牌為「勁酒」、「毛铺」，产品系列包含酱香型白酒、浓香型白酒、和清香型白酒。2008年，劲牌集团在罗城仫佬族自治县广西天龙泉酒业有限公司，将酒业版图扩张至米香型白酒和黄酒。
除此之外，還經營生物醫藥，以及印務行業。總部位於湖北省大冶市大冶大道169号。董事長及總裁為吳少勛，也就是轉為民營企業開始。

## 链接
- 劲牌有限公司 （页面存档备份，存于）